# هيبونشا موسوعة العالم

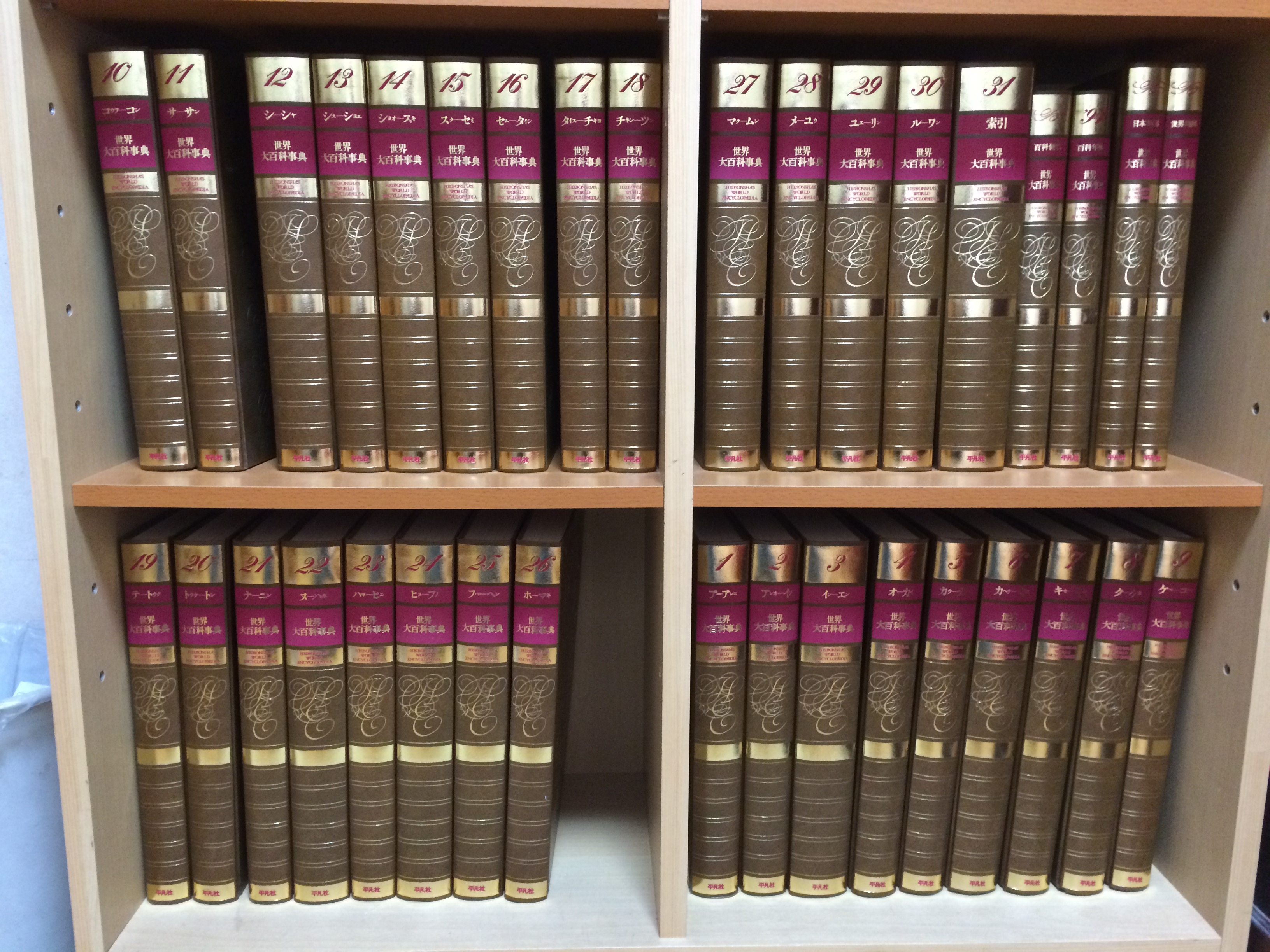
صورة للموسوعة التي تضم 34 مجلد.

هيبونشا موسوعة العالم (بالإنجليزية:Heibonsha World Encyclopedia) (اليابانية:世界大百科事典) هي واحدة من الموسوعات اليابانية الكبرى ، والأخرى هي موسوعة نيبونيكا . وتعتبر الموسوعة العالمية أحد الموسوعات الأكثر اكتمالا وحداثة في اللغة اليابانية .

## التنسيقات
توجد موسوعة هيبونشا العالمية حاليًا في ثلاث إصدارات مختلفة قليلاً:
- الموسوعة العالمية ، التي نشرت أصلاً في عام 1988 واستناداً إلى موسوعة هيبونشا (Heibonsha Dai-hyakka Jiten) المنشورة في 1984-1985
- الموسوعة العالمية على أقراص دي في دي (DVD)
- موسوعة على الإنترنت - فقط (باليابانية: ネ ッ ト で 百科 - تُنطق Netto de Hyakka) ، والتي بدأت في عام 1999

نُشرت موسوعة هيبونشا 1984-1985 في ستة عشر مجلداً ، في حين تضم الموسوعة العالمية 1988 خمسة وثلاثين مجلداً. تغير المحتوى قليلاً جدًا بين هذين الإصدارين ، ولكن تم نشر الإصدار الأخير على ورق أثقل وتضمن العديد من الفهارس الإضافية والمجلدات التكميلية.
لم تعد موسوعة هيبونشا تُنشر في إصدار مطبوع ، بل يتم إنتاجها في تنسيقات دي في دي (DVD) و على شبكة الإنترنت المذكورة أعلاه. تتوفر أيضًا نسخة مخفضة من هذه الموسوعة في العديد من القواميس الإلكترونية اليابانية ، ويتوفر الوصول المعدل إلى Netto de Hyakka باستخدام الهواتف المحمولة اليابانية. يختلف المحتوى قليلاً فقط بين الأشكال المختلفة. يتم تحديث نسخة الإنترنت بإستمرار ، وبالتالي تُوفر أحدث المعلومات ، ولكن لم يتم تغيير معظم المقالات بشكل ملحوظ من الإصدار النصي. تنسيق الإنترنت هو النص فقط ولا يتضمن الصور الموجودة في النص وإصدار دي في دي (DVD).
النسخة الحالية من الموسوعة باليابانية (ネ ッ ト で 百科 ＠Home) أي موسوعة الشبكة ، ويتم توفيرها من قبل شركة هيتاشي للأنظمة والخدمات. لم تعد هيبونشا تقدم الدعم للإصدارات الإلكترونية من الموسوعة العالمية .

## مميزات
موسوعة هيبونشا العالمية الجديدة ، المنقحة بالكامل لأول مرة منذ 20 عامًا في سبتمبر 2007 ويعمل على تحرير الموسوعة فريق يضم أكثر من 7000 مساهم ومؤلف.
كل المقالات في موسوعة هيبونشا موقعة من قبل مؤلفيها. لا تحتوي الموسوعة على قائمة بالأعمال المرجعية المستخدمة في كل مقال. تختلف المقالات بشكل كبير في الطول بناءً على أهمية الموضوع. و تغطي الموسوعة مجموعة متنوعة من الموضوعات ذات الاهتمام العام والخاص ، مع اهتمام خاص بالموضوعات المتعلقة باليابان ، وهي مناسبة لمجموعة متنوعة من الاستخدامات ، من تعليم أطفال المدارس كيفية البحث في الموضوعات إلى كتابة أطروحة التخرج إلى الاستخدام اليومي للأعمال.
يحتوي إصدار عام 1988 م على 90,000 إدخال ويتضمن فهرسًا يسرد المراجع التبادلية لحوالي 40,0000 مصطلح ، و محتوى كل إدخال شامل لدرجة أن حجم بعض الإدخالات الهامة يعادل كتاب مستقل. 
وبدءًا من إصدار عام 1988 م ، تضمنت الموسوعة فهرسًا في مجموعات الأحرف الغربية من أجل بحث أكثر سهولة عن الكلمات الأجنبية.